# Sông Partizanskaya

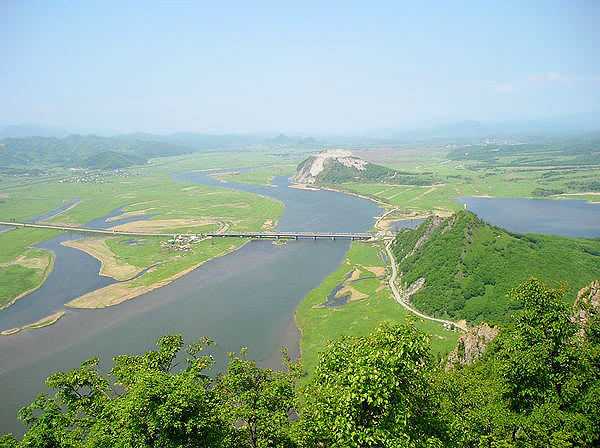
Cửa sông Partizanskaya gần Nakhodka. Nhìn từ Sopka Sestra.

Partizanskaya (tiếng Nga: Партизанская) là một sông tại vùng Primorsky của Nga.
Sông có chiều dài 142 km, diện tích lưu vực sông là 4140 km². Sông khởi nguồn ở miền Nam Sikhote-Alin tại Partizansky, cửa sông nằm tại vịnh Nakhodka gần Nakhodka. Chi lưu chính của sông là sông Tigrovaya (53 km). Các chi lưu khác là sông Melniki và sông Vodopadnaya.
Tên cũ của sông là Suchan.